# Alexei Michailowitsch Frossin
Alexei Michailowitsch Frossin (russisch Алексей Михайлович Фросин; * 14. Februar 1978 in Moskau, Russische SFSR) ist ein ehemaliger russischer Säbelfechter.

## Erfolge
Alexei Frossin wurde 2001 in Nîmes, 2002 in Lissabon und 2005 in Leipzig mit der Mannschaft Weltmeister. 1999 in Seoul und 2006 in Turin erfolgte der Gewinn der Bronzemedaille, die er sich zudem 2006 auch in der Einzelkonkurrenz erfocht. Zwischen 2000 und 2008 wurde er im Mannschaftswettbewerb fünfmal Europameister, ein Erfolg, der ihm 1997 in Danzig auch im Einzel gelang. Bei den Olympischen Spielen 2000 in Sydney zog er in der Mannschaftskonkurrenz nach Siegen über Ungarn im Viertelfinale und Rumänien im Halbfinale ins Gefecht um Gold ein, das mit 45:32 gegen Frankreich gewonnen wurde. Gemeinsam mit Stanislaw Posdnjakow und Sergei Scharikow, die vier Jahre zuvor bereits mit Grigori Kirijenko Gold gewonnen hatten, wurde Frossin somit Olympiasieger. Im Einzel schied er im Viertelfinale gegen Wiradech Kothny und belegte letztlich den sechsten Rang.